# Media Redundancy Protocol
Das Media Redundancy Protocol ist ein Protokoll für hochverfügbare Netzwerke, wie sie in kritischen Automatisierungsanwendungen benötigt werden. Die Verfügbarkeit wird durch Einfügen von Redundanz erhöht.

## Funktionsprinzip

MRM sendet nach beiden Richtungen Testpakete (W)

MRM schaltet durch, da seine Testpakete nicht zurückkommen

MRP erlaubt Einzelausfälle in einer einfachen Ring-Topologie zu kompensieren. Da keine vermaschten Topologien unterstützt werden, ist MRP deterministisch und wesentlich einfacher als RSTP.
Das Media Redundancy Protocol (MRP) basiert auf einer Ring-Topologie und garantiert Erholungszeiten zwischen 200 ms und 500 ms (je nach Konfiguration). MRP verwendet einen Redundanz Manager (RM bzw. MRM), der den Ring schließt. Im Normalbetrieb überprüft der Redundanz Manager durch spezielle Testpakete die Durchgängigkeit des Rings. Er leitet aber keine Pakete weiter und verhindert damit, dass diese endlos im Ring zirkulieren.
Fällt ein Switch (SW) oder eine Leitung aus, werden die auf einem Port ausgesendeten Testpakete am anderen Port nicht mehr empfangen. Der Redundanz Manager leitet von nun an die Pakete in beiden Richtungen weiter und informiert die Switches über die Topologieänderung, so dass diese ihre Pakete nicht auf die unterbrochene Strecke geben, sondern über den Redundanz-Manager verschicken.
Der Redundanz Manager ist üblicherweise eine logische Funktion in einem Switch, wird hier als separate Komponente dargestellt.

## Hintergrund
Der Datennetzstandard Ethernet erlaubt nur einen einzigen, also eindeutigen Datenpfad zwischen zwei beliebigen Teilnehmern. Verbindet man mehrere Switches mit Kabeln, so lassen sich Linien-, Stern- und Baumstrukturen aufbauen. Fällt nun beispielsweise bei einer Sternstruktur der Switch in der Mitte aus, sind alle anderen Switches voneinander isoliert.
Wird eine Linienstruktur mit Switches aufgebaut und werden die beiden Switches an den Enden der Linie miteinander verbunden, dann entsteht eine Ringstruktur. Nun gibt es zwei Wege zwischen zwei beliebigen Teilnehmern, die an unterschiedlichen Switches angeschlossen sind. Dies ist so nicht zulässig. Deshalb muss eine Verbindung im Ring auf der logischen Ebene abgeschaltet werden. Das heißt, die Verkabelung ist ein Ring, tatsächlich ist die Struktur aber eine Linie.
Für dieses Abschalten gibt es verschiedene sogenannte Protokolle. Neben dem Rapid-Spanning-Tree-Protokoll RSTP gibt es nun mit dem Media Redundancy Protocol die zweite standardisierte Lösung. Fällt eine der anderen Strecken im – physikalischen – Ring aus, so wird automatisch die zuvor abgeschaltete Strecke aktiviert. Damit können dann, trotz Ausfall einer Verbindung, alle Teilnehmer weiter miteinander Daten austauschen.

## Internationale Normung
MRP basiert auf dem HIPER-Ring, einem von Hirschmann und Siemens entwickelten und 1999 vorgestellten Protokoll zur Ringredundanz. Entsprechende Produkte sind seit etwa dem Jahr 2000 auf dem Markt.
Seit April 2008 ist MRP im Standard IEC 62439 definiert. Mit der Normierung wurden auch die Patente der beiden Firmen innerhalb des Standards zu RAND-Bedingungen lizenzierbar gemacht.
Ziel dieses Standards sind Redundanzverfahren mit definierten Konvergenzzeiten. Die Verfahren sollen von höheren Protokollen unabhängig sein und sich für die real-time-Ethernet-Mechanismen eignen, die in IEC 61784-Standard beschrieben sind.